# Массіньє-де-Рив
Массіньє́-де-Рив, Массіньє-де-Рів (фр. Massignieu-de-Rives) — муніципалітет у Франції, у регіоні Овернь-Рона-Альпи, департамент Ен. Населення — 642 особи (01.01.2021).
Муніципалітет розташований на відстані близько 430 км на південний схід від Парижа, 75 км на схід від Ліона, 65 км на південний схід від Бург-ан-Бресса.

## Історія
Найдавніші сліди перебування людей на території комуни датуються періодом кам'яного віку (близько 2-го тисячоліття до н.е.) і були виявлені під час робіт на річці Літ-о-Руа на рівні озера Барт. У тому ж місці був знайдений і нагробний камінь.
У 1854 році в Роше-де-ла-Корб'єр були знайдені бронзові сокира і серп.
Про римську віллу (Villa de Massinus) часів римської окупації свідчать залишки кремаційної могили в місці, відомому під назвою Париж-де-Буц (Paris de Boutz).
Різноманітні галло-римські рештки, знайдені на території комуни, датуються періодом від Нерона до Костянтина (близько 60 р. н.е. до 320 р. н.е.). Гало-римська окупація пов'язана з римською дорогою Лемінкум, що проходила через гміну.
У селі колись стояв галло-римський двомісний саркофаг, відомий як Літ-о-Руа. Цей саркофаг належав Силанію Луціолу та його дружині Коннії Античній. Він знаходиться в Лавурах з 1760 року. Своєю назвою саркофаг завдячує тому, що у 877 році його використовували як гробницю короля Карла Лисого, перш ніж його тіло перенесли до Сен-П'єра де Нантуа. Родина д'Ескрів'є, яка вперше згадується в 12 столітті, володіла укріпленим будинком в селі Гранд-Ескрів'є, який зараз повністю зруйнований. У 17 столітті сім'я вимерла, не залишивши нащадків, а маєток був послідовно проданий кільком сім'ям регіону.
До 2015 року муніципалітет перебував у складі регіону Рона-Альпи. Від 1 січня 2016 року належить до нового об'єднаного регіону Овернь-Рона-Альпи.

## Демографія
Динаміка населення (INSEE і Cassini ):
Розподіл населення за віком та статтю (2006):
| Стать | Всього | До 15 років | 15-24 | 25-44 | 45-64 | 65-85 | Понад 85 |
| --- | ------ | ----------- | ----- | ----- | ----- | ----- | -------- |
| Чоловіки | 272    | 56          | 24    | 84    | 92    | 16    | 0        |
| Жінки | 280    | 56          | 16    | 76    | 100   | 28    | 4        |
| \| Статево-вікова піраміда \| Статево-вікова піраміда \| Статево-вікова піраміда \| \| ----------------------- \| ----------------------- \| ----------------------- \| \| Чоловіки \| Вік \| Жінки \| \| 0 \| 85 + \| 4 \| \| 0 \| 80-84 \| 12 \| \| 0 \| 75-79 \| 0 \| \| 8 \| 70-74 \| 8 \| \| 8 \| 65-69 \| 8 \| \| 32 \| 60-64 \| 20 \| \| 24 \| 55-59 \| 44 \| \| 32 \| 50-54 \| 12 \| \| 4 \| 45-49 \| 24 \| \| 24 \| 40-44 \| 16 \| \| 28 \| 35-39 \| 16 \| \| 8 \| 30-34 \| 28 \| \| 24 \| 25-29 \| 16 \| \| 12 \| 20-24 \| 8 \| \| 12 \| 15-20 \| 8 \| \| 24 \| 10-14 \| 28 \| \| 16 \| 5-9 \| 12 \| \| 16 \| 0-4 \| 16 \| |        |             |       |       |       |       |          |
| Статево-вікова піраміда |        |             |       |       |       |       |          |
| Чоловіки | Вік    | Жінки       |       |       |       |       |          |
| 0 | 85 +   | 4           |       |       |       |       |          |
| 0 | 80-84  | 12          |       |       |       |       |          |
| 0 | 75-79  | 0           |       |       |       |       |          |
| 8 | 70-74  | 8           |       |       |       |       |          |
| 8 | 65-69  | 8           |       |       |       |       |          |
| 32 | 60-64  | 20          |       |       |       |       |          |
| 24 | 55-59  | 44          |       |       |       |       |          |
| 32 | 50-54  | 12          |       |       |       |       |          |
| 4 | 45-49  | 24          |       |       |       |       |          |
| 24 | 40-44  | 16          |       |       |       |       |          |
| 28 | 35-39  | 16          |       |       |       |       |          |
| 8 | 30-34  | 28          |       |       |       |       |          |
| 24 | 25-29  | 16          |       |       |       |       |          |
| 12 | 20-24  | 8           |       |       |       |       |          |
| 12 | 15-20  | 8           |       |       |       |       |          |
| 24 | 10-14  | 28          |       |       |       |       |          |
| 16 | 5-9    | 12          |       |       |       |       |          |
| 16 | 0-4    | 16          |       |       |       |       |          |

## Економіка
2010 року серед 390 осіб працездатного віку (15—64 років) 296 були активними, 94 — неактивними (показник активності 75,9%, у 1999 році було 70,2%). З 296 активних мешканців працювало 277 осіб (148 чоловіків та 129 жінок), безробітними було 19 (7 чоловіків та 12 жінок). Серед 94 неактивних 23 особи були учнями чи студентами, 52 — пенсіонерами, 19 були неактивними з інших причин.

У 2010 році в муніципалітеті числилось 246 оподаткованих домогосподарств, у яких проживали 633,0 особи, медіана доходів виносила 20 091 євро на одного особоспоживача